# Dichoropetalum caucasicum
Dichoropetalum caucasicum är en växtart i släktet Dichoropetalum och familjen flockblommiga växter.
Arten är perenn och förekommer i norra Turkiet, Kaukasus och västra Iran.